# Музеї Швеції
Музе́ї Шве́ції — скарбниця експонатів матеріальної культури Швеції.

## Перелік музеїв Швеції
| Порядковий номер | Назва                                            | Додаткова інформація |
| ---------------- | ------------------------------------------------ | --- |
| 1                | Замок Гріпсгольм                                 | Gripsholms |
| 2                | Королівський палац Швеції                        | архітектор Нікодімус Тессін-молодший |
| 3                | Дроттнінггольм                                   | Drottningholm |
| 4                | Палац Дроттнінгхольм                             | Drottningholm |
| 5                | Замок Скоклостер                                 | |
| 6                | Національний музей Швеції                        | Nationalmuseum |
| 7                | Національна портретна галерея Швеції             | Statens porträttsamling |
| 8                | Національний музей науки і техніки               | TekniskaMuseet |
| 9                | Підземний музей (Стокгольм)                      | Відновлені середньовічні хати |
| 10               | Музей Ваза                                       | корабель Vasa, Vasamuseet |
| 11               | Музей Армії                                      | Національний музей військової історії Швеції                                                                                              |
| 12               | Музей Скансен                                    | Skansen (музей старовинних сільських будівель і начиння просто неба)                                                                      |
| 13               | Королівський палац, скарбниця і музей Три корони | Kungliga Slottet |
| 14               | Музей античності                                 | Kungliga Slottet (Ostasiatiska Museet) |
| 15               | Збройна палата (Швеція)                          | Kungliga Slottet (Арсенал) |
| 16               | Східно-Азійський музей                           | East Asiatic Museum — Близькосхідний музей (колекція етруського і римського, ісламського мистецтва)                                       |
| 17               | Музей Нобеля                                     | |
| 18               | Музей Акварія                                    | Aquaria |
| 19               | Музей поліції                                    | |
| 20               | Музей пошти                                      | |
| 21               | Історичний музей Швеції                          | |
| 22               | Юнібакен                                         | Junibacken (Музей казок Астрід Ліндґрен)                                                                                                  |
| 23               | Музичний музей                                   | Musikmuseet |
| 24               | Міська Ратуша Стадсхюсет                         | Stadshuset |
| 25               | Музей Середземномор'я                            | Medelhavsmuseet |
| 26               | Музей-парк Карла Міллеса                         | |
| 27               | Музей іграшок                                    | |
| 28               | Музей вина й спирту                              | Vodka Museum |
| 29               | Шведський залізничний музей                      | |
| 30               | Музей Ямтлі                                      | Північний музей |
| 31               | Музей сучасного мистецтва (Стокгольм)            | (великі художники XX ст.) |
| 32               | Музей мистецтв (Гетеборг)                        | National Museet |
| 33               | Музей Мальме                                     | The Malmö Art Museum |
| 34               | Північний музей                                  | Nordiska Museet |
| 35               | Том Тіт Експеримент                              | Tom Tits Experiment (Музейна експозиція парку)                                                                                            |
| 36               | Лицарський дім                                   | Riddarhuset (з 1656 р.) |
| 37               | Башта Какнес                                     | Kaknas Tower |
| 38               | Музей шахти                                      | Falun Mine |
| 39               | Замок Мальмехус                                  | Malmöhus Castle |
| 40               | Музей танцю                                      | Dansmuseet |
| 41               | Музей сучасного мистецтва                        | ModernaMuseet |
| 42               | Музей Рьохсса                                    | Röhsska |
| 43               | Музей Вітлюке                                    | Vitlycke Museum |
| 44               | Музей Айтте                                      | Ájtte Museum |
| 45               | Церковний музей                                  | Riddarholmskyrkan (Музей францисканської церкви XIII ст., де шість століть хоронили шведських монархів)                                   |
| 46               | Музей північних країн                            | |
| 47               | Музей етнографії                                 | |
| 48               | Стокгольмський музей середньовіччя               | Stockholms Medeltidsmuseum |
| 49               | Лангхольмен                                      | Тюрма — музей — готель |
| 50               | Музей Халвіл                                     | Hallwylska Museet |
| 51               | Національний художній музей                      | (православні ікони XVI–XVII ст., європейські скульптури, шедеври Рембрандта і Ренуара, колекція робіт шведських художників XVI–XVIII ст.) |
| 52               | Музей архітектури                                | Hallwylska Museet |
| 53               | Музей східних старожитностей                     | |
| 54               | Музей-квартира Августа Юхана Стріндберга         | |
| 55               | Музей природної історії                          | |
| 56               | Музей міста Стокгольма                           | |
| 57               | Національний морський музей                      | |
| 58               | Музеї Гетеборгу                                  | (історія, археологія, етнографія, морський)                                                                                               |
| 59               | Музеї Лунда                                      | (культурно-історичний музей та інші) |